# Lowshan
Lowshan (en persan : لوشان Lowšân) est une localité de la préfecture de Roudbar, dans la province de Guilan en Iran.